# شون جاي ماكلولين
شون جاي ماكلولين (بالإنجليزية: Sean J. McLaughlin)‏ هو محامي وقاضي أمريكي، ولد في 4 يناير 1955 في إيري في الولايات المتحدة.